# Dávinson Sánchez
Dávinson Sánchez Mina (Caloto, Cauca, 12 de junio de 1996) es un futbolista colombiano. Juega como defensa central y su equipo actual es el Galatasaray S. K. de la Süper Lig turca. Es también internacional absoluto con la selección de Colombia desde el 15 de noviembre de 2016.

## Trayectoria

### Atlético Nacional

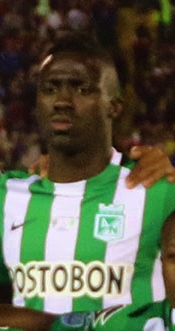
Davinson en la Copa Libertadores.

Inició en la cantera del América de Cali en Caloto, al poco tiempo  su padre Davin se mudó a Medellín donde el pequeño Davinson empezó con Atlético Nacional. Ha participado en varios juegos de Atlético Nacional y también estuvo en la Selección de fútbol sub-15 de Colombia y hoy participa en la Selección Colombia de Mayores. Su primer gol como profesional con el club verdolaga lo haría el 1 de marzo de 2016 en la goleada 3 a 0 sobre Sporting Cristal por la fase de grupos de la Copa Libertadores 2016.
El 26 de mayo de 2016 rechazó el fichaje por el Barcelona B.
El 27 de julio de 2016, se consagró campeón de la Copa Libertadores de América en un global de 2 a 1 frente a Independiente del Valle de Ecuador, logrando así su primer título internacional.

### Ajax de Ámsterdam
El 21 de junio de 2016 el Ajax de Ámsterdam oficializó su fichaje por las próximas cinco temporadas. Debutaría el 13 de agosto en el empate a dos goles frente a Roda JC.

El 24 de septiembre marcaría su primer doblete en la victoria de su club 5 a 1 sobre el PEC Zwolle saliendo como figura del partido con dos goles de cabeza. El 24 de mayo termina su primera temporada en Europa en la derrota 2-0 frente al Manchester United por la final de la UEFA Europa League 2016/17 jugando todo el partido, en total completaría 45 partidos disputados y seis goles en toda la temporada. Fue galardonado con el trofeo Rinus Michels que lo acreditó como mejor jugador del Ajax en la Eredivisie 2016-17.
Su primer gol en la Champions League lo marca el 2 de agosto en la fase previa de la Champions 2017-18 en el empate a dos goles frente al Niza quedando eliminados por el gol de visitantes.

### Tottenham Hotspur
El 18 de agosto de 2017 es oficializada su compra por el Tottenham Hotspur de la Premier League de Inglaterra por 46 millones de euros. Debuta el 27 de agosto en el empate a un gol frente al Burnley entrando al último minuto. Debuta en la Champions League el 13 de septiembre en la victoria 3 a 1 sobre Borussia Dortmund jugando todo el partido, a su vez ganándose la aceptación de los hinchas del Tottenham y hasta de los rivales: “Sin la pelota es un monstruo porque siempre sabe ubicarse. Es fuerte en juego aéreo, rápido, sale bien, es inteligente, en fin, son muchas cualidades”, comentó Peter Bosz, entrenador del Borussia y quien lo dirigió en sus inicios con el Ajax. El 17 de octubre Tottenham empató 1-1 ante Real Madrid en el grupo H de la Champions, el 1 de noviembre tras imponerse 3-1 al Real Madrid, con un nuevo partido estelar de Davinson, quien actuó los 90 minutos, quedan como líderes del grupo H y clasificados a la siguiente fase con 10 puntos.
Su debut en la temporada 2018-19 lo hace el 11 de agosto en la victoria 2 por 1 sobre el Newcastle United dando una asistencia. Su primer gol con el club lo hace el 10 de febrero de tiro de cabeza en la victoria 3 por 1 sobre el Leicester City.

### Galatasaray
El 4 de septiembre, mientras estaba en Barranquilla, entrenando para el primer partido de eliminatorias ante Venezuela, se confirmó que sería nuevo jugador del Galatasaray, luego de 6 años en el fútbol inglés. El defensor colombiano llegó al club turco en una transferencia definitiva, después de que el Galatasaray pagara 10 millones de euros por sus servicios. Su incorporación al Galatasaray incluyó su participación en la fase de grupos de la Liga de Campeones de la UEFA.

## Selección nacional

### Categorías inferiores

#### Participaciones en Torneos Juveniles
| Campeonato                  | Sede                       | Resultado                  | PJ | GA | Asis |
| --------------------------- | -------------------------- | -------------------------- | -- | -- | ---- |
| Sudamericano Sub-15 de 2011 | Uruguay                    | Subcampeón                 | 0  | 0  | 0    |
| Sudamericano Sub-17 de 2013 | Argentina                  | Primera fase               | 2  | 0  | 0    |
| Juegos Bolivarianos 2013    | Perú                       | Campeón                    | 0  | 0  | 0    |
| Sudamericano Sub-20 de 2015 | Uruguay                    | Subcampeón                 | 8  | 0  | 0    |
| Total en Torneos Juveniles  | Total en Torneos Juveniles | Total en Torneos Juveniles | 10 | 0  | 0    |

#### Participaciones en Copas del Mundo Juveniles
| Mundial                | Sede          | Resultado        | PJ | GA | Asis |
| ---------------------- | ------------- | ---------------- | -- | -- | ---- |
| Mundial Sub-20 de 2015 | Nueva Zelanda | Octavos de final | 4  | 0  | 0    |

### Selección absoluta
El 26 de agosto  de 2016 es convocado a la Selección Colombia para los partidos frente a Venezuela y Brasil por las Eliminatorias Rusia 2018. Su debut lo haría el 15 de noviembre en la derrota 3 a 0 frente a Argentina. El 7 de junio de 2017 sería titular en el empate 2-2 frente a España por un amistoso internacional. El 5 de septiembre jugó los 90 minutos en el empate 1-1 con Brasil por Eliminatorias.  
El 14 de mayo de 2018 fue seleccionado por el entrenador José Pekerman en la lista preliminar de 35 jugadores para disputar la Copa Mundial de Fútbol de 2018. Finalmente, fue  incluido en la lista final de 23 jugadores jugando los cuatro partidos como titular en el Mundial, caerían eliminados en octavos de final por penales 3-4 frente a Inglaterra.
El 30 de mayo queda seleccionado en la lista final de 23 jugadores que disputarían la Copa América 2019 en Brasil.

#### Participaciones enEliminatorias al Mundial
| Eliminatoria                               | Sede del Mundial                | Posición               | Resultado   | PJ | GA | Asis |
| ------------------------------------------ | ------------------------------- | ---------------------- | ----------- | -- | -- | ---- |
| Eliminatorias Mundial de Rusia 2018        | Rusia                           | 4°lugar 27pts          | Clasificado | 4  | 0  | 0    |
| Eliminatorias Mundial de Catar 2022        | Catar                           | 6°lugar 23pts          | Eliminado   | 12 | 0  | 0    |
| Eliminatorias Mundial de Norteamérica 2026 | Estados Unidos, México y Canadá | 6°lugar 22pts          | En disputa  | 10 | 1  | 0    |
| Total en Eliminatorias                     | Total en Eliminatorias          | Total en Eliminatorias | 1/2         | 26 | 1  | 0    |

#### Participaciones enCopas del Mundo
| Mundial               | Sede  | Resultado        | PJ | GA | Asis |
| --------------------- | ----- | ---------------- | -- | -- | ---- |
| Mundial de Rusia 2018 | Rusia | Octavos de final | 4  | 0  | 0    |

#### Participaciones enCopas América
| Torneo                 | Sede                   | Resultado              | PJ | GA | Asis |
| ---------------------- | ---------------------- | ---------------------- | -- | -- | ---- |
| Copa América 2019      | Brasil                 | Cuartos de final       | 3  | 0  | 0    |
| Copa América 2021      | Brasil                 | Tercer lugar           | 7  | 0  | 0    |
| Copa América 2024      | Estados Unidos         | Subcampeón             | 6  | 1  | 0    |
| Total en Copas América | Total en Copas América | Total en Copas América | 16 | 1  | 0    |

#### Goles internacionales
| # | Fecha                   | Lugar                                             | Rival      | Gol   | Resultado | Competición                |
| - | ----------------------- | ------------------------------------------------- | ---------- | ----- | --------- | -------------------------- |
| 1 | 19 de noviembre de 2022 | Lockhart Stadium, Fort Lauderdale, Estados Unidos | Paraguay   | 1 - 0 | 2 - 0     | Amistoso                   |
| 2 | 28 de junio de 2024     | State Farm Stadium, Glendale, Estados Unidos      | Costa Rica | 2 - 0 | 3 - 0     | Copa América 2024          |
| 3 | 15 de octubre de 2024   | Estadio Metropolitano, Barranquilla, Colombia     | Chile      | 1 - 0 | 4 - 0     | Eliminatorias Mundial 2026 |

## Vida privada
Nació en Caloto, un pueblo humilde de Colombia. Además, su familia era pobre. Tenía que tomar dos autobuses para ir al entrenamiento junto a su padre, hacía dos horas al día de viajes en autobús y transbordo sólo para entrenar. A la edad de 10 años cuando se dio cuenta de que su familia no se podía permitir pagar dos pasajes, decidió ir sólo pese a su corta edad,

## Estadísticas

### Clubes
Actualizado al último partido disputado el 14 de mayo de 2025.
| Club                               | Div.          | Temporada     | Liga  | Liga  | Copas nacionales | Copas nacionales | Copas internacionales | Copas internacionales | Total | Total |
| Club                               | Div.          | Temporada     | Part. | Goles | Part.            | Goles            | Part.                 | Goles                 | Part. | Goles |
| ---------------------------------- | ------------- | ------------- | ----- | ----- | ---------------- | ---------------- | --------------------- | --------------------- | ----- | ----- |
| Atlético Nacional · Colombia       | 1.ª           | 2013          | 3     | 0     | 0                | 0                | —                     | —                     | 3     | 0     |
| Atlético Nacional · Colombia       | 1.ª           | 2014          | 1     | 0     | 2                | 0                | —                     | —                     | 3     | 0     |
| Atlético Nacional · Colombia       | 1.ª           | 2015          | 7     | 0     | 1                | 0                | —                     | —                     | 8     | 0     |
| Atlético Nacional · Colombia       | 1.ª           | 2016          | 14    | 0     | 2                | 0                | 14                    | 1                     | 30    | 1     |
| Atlético Nacional · Colombia       | Total club    | Total club    | 25    | 0     | 5                | 0                | 14                    | 1                     | 44    | 1     |
| Jong Ajax · Países Bajos           | 2.ª           | 2016-17       | 1     | 0     | —                | —                | —                     | —                     | 1     | 0     |
| Jong Ajax · Países Bajos           | Total club    | Total club    | 1     | 0     | 0                | 0                | 0                     | 0                     | 1     | 0     |
| Ajax de Ámsterdam · Países Bajos   | 1.ª           | 2016-17       | 32    | 6     | 0                | 0                | 13                    | 0                     | 45    | 6     |
| Ajax de Ámsterdam · Países Bajos   | 1.ª           | 2017-18       | 0     | 0     | 0                | 0                | 2                     | 1                     | 2     | 1     |
| Ajax de Ámsterdam · Países Bajos   | Total club    | Total club    | 32    | 6     | 0                | 0                | 15                    | 1                     | 47    | 7     |
| Tottenham Hotspur F. C. Inglaterra | 1.ª           | 2017-18       | 31    | 0     | 2                | 0                | 8                     | 0                     | 41    | 0     |
| Tottenham Hotspur F. C. Inglaterra | 1.ª           | 2018-19       | 23    | 1     | 6                | 0                | 8                     | 0                     | 37    | 1     |
| Tottenham Hotspur F. C. Inglaterra | 1.ª           | 2019-20       | 29    | 0     | 5                | 0                | 5                     | 0                     | 39    | 0     |
| Tottenham Hotspur F. C. Inglaterra | 1.ª           | 2020-21       | 18    | 0     | 4                | 2                | 10                    | 0                     | 32    | 2     |
| Tottenham Hotspur F. C. Inglaterra | 1.ª           | 2021-22       | 23    | 2     | 6                | 0                | 3                     | 0                     | 32    | 2     |
| Tottenham Hotspur F. C. Inglaterra | 1.ª           | 2022-23       | 18    | 0     | 4                | 0                | 2                     | 0                     | 24    | 0     |
| Tottenham Hotspur F. C. Inglaterra | 1.ª           | 2023-24       | 1     | 0     | 1                | 0                | —                     | —                     | 2     | 0     |
| Tottenham Hotspur F. C. Inglaterra | Total club    | Total club    | 143   | 3     | 28               | 2                | 36                    | 0                     | 207   | 5     |
| Galatasaray SK Turquía             | 1.ª           | 2023-24       | 23    | 2     | 3                | 1                | 6                     | 0                     | 32    | 3     |
| Galatasaray SK Turquía             | 1.ª           | 2024-25       | 28    | 3     | 4                | 1                | 9                     | 1                     | 41    | 5     |
| Galatasaray SK Turquía             | Total club    | Total club    | 51    | 5     | 7                | 2                | 15                    | 1                     | 73    | 8     |
| Total carrera                      | Total carrera | Total carrera | 252   | 14    | 40               | 4                | 80                    | 3                     | 372   | 21    |

### Selección nacional
| Selección         | Año               | Amistosos | Amistosos | Copa América | Copa América | Mundial | Mundial | Eliminatorias | Eliminatorias | Total | Total |
| Selección         | Año               | Part.     | Goles     | Part.        | Goles        | Part.   | Goles   | Part.         | Goles         | Part. | Goles |
| ----------------- | ----------------- | --------- | --------- | ------------ | ------------ | ------- | ------- | ------------- | ------------- | ----- | ----- |
| Sub-17            | 2013              | 0         | 0         | 0            | 0            | 0       | 0       | 2             | 0             | 2     | 0     |
| Sub-17            | Total             | 0         | 0         | 0            | 0            | 0       | 0       | 2             | 0             | 2     | 0     |
| Sub-20            | 2015              | 0         | 0         | 0            | 0            | 4       | 0       | 8             | 0             | 12    | 0     |
| Sub-20            | Total             | 0         | 0         | 0            | 0            | 4       | 0       | 8             | 0             | 12    | 0     |
| Sub-23            | 2016              | 0         | 0         | 0            | 0            | 0       | 0       | 2             | 0             | 2     | 0     |
| Sub-23            | Total             | 0         | 0         | 0            | 0            | 0       | 0       | 2             | 0             | 2     | 0     |
| Absoluta          | 2016              | --        | --        | --           | --           | --      | --      | 1             | 0             | 1     | 0     |
| Absoluta          | 2017              | 3         | 0         | --           | --           | --      | --      | 3             | 0             | 6     | 0     |
| Absoluta          | 2018              | 6         | 0         | --           | --           | 4       | 0       | --            | --            | 10    | 0     |
| Absoluta          | 2019              | 9         | 0         | 3            | 0            | --      | --      | 0             | 0             | 12    | 0     |
| Absoluta          | 2020              | -         | -         | -            | -            | -       | -       | 3             | 0             | 3     | 0     |
| Absoluta          | 2021              | -         | -         | 7            | 0            | -       | -       | 6             | 0             | 13    | 0     |
| Absoluta          | 2022              | 3         | 1         | -            | -            | -       | -       | 3             | 0             | 6     | 1     |
| Absoluta          | 2023              | 3         | 0         | -            | -            | -       | -       | 4             | 0             | 7     | 0     |
| Absoluta          | 2024              | 1         | 0         | 6            | 1            | -       | -       | 3             | 1             | 10    | 2     |
| Absoluta          | 2025              | -         | -         | -            | -            | -       | -       | 3             | 0             | 3     | 0     |
| Absoluta          | Total             | 25        | 1         | 16           | 1            | 4       | 0       | 26            | 1             | 71    | 3     |
| Total en Colombia | Total en Colombia | 25        | 1         | 16           | 1            | 8       | 0       | 38            | 1             | 87    | 3     |

## Palmarés

### Títulos nacionales
| Título                | Club              | País     | Año     |
| --------------------- | ----------------- | -------- | ------- |
| Primera A             | Atlético Nacional | Colombia | II-2013 |
| Primera A             | Atlético Nacional | Colombia | II-2015 |
| Superliga de Colombia | Atlético Nacional | Colombia | 2016    |
| Supercopa de Turquía  | Galatasaray S. K. | Turquía  | 2023    |
| Superliga de Turquía  | Galatasaray S. K. | Turquía  | 2024    |
| Copa de Turquía       | Galatasaray S. K. | Turquía  | 2025    |
| Superliga de Turquía  | Galatasaray S. K. | Turquía  | 2025    |

### Títulos internacionales
| Título              | Club              | País     | Año  |
| ------------------- | ----------------- | -------- | ---- |
| Juegos Bolivarianos | Colombia Sub-18   | Perú     | 2013 |
| Copa Libertadores   | Atlético Nacional | Colombia | 2016 |

### Distinciones individuales
| Distinción                                  | Año  |
| ------------------------------------------- | ---- |
| Mejor jugador del Ajax en toda la temporada | 2017 |